# Egernia pulchra
Egernia pulchra är en ödleart som beskrevs av  Werner 1910. Egernia pulchra ingår i släktet Egernia och familjen skinkar.

## Underarter
Arten delas in i följande underarter:
- E. p. longicauda
- E. p. pulchra